# Alosa de Myanmar
L'alosa de Myanmar (Mirafra microptera) és una espècie d'ocell de la família dels alàudids (Alaudidae)

## Hàbitat i distribució
Habita planures amb herba del centre de Myanmar.